# Chiesa di San Pietro in Archivolto
La chiesa di San Pietro in Archivolto è un ex luogo di culto cattolico che sorge nel cuore del centro storico di Verona. Edificata su commissione del Signore di Verona Cangrande della Scala e consacrata nel 1359 dal vescovo Pietro della Scala, attualmente è adibita a sala polifunzionale.

## Storia e descrizione
La chiesa, edificata nel XII secolo, assunse le caratteristiche forme gotiche che ancora oggi la contraddistinguono nella prima metà del XIV secolo, per volere di Cangrande della Scala, Signore di Verona. I lavori furono diretti da Bono di Lanfranchino e l'edificio fu consacrato dal vescovo di Verona Pietro della Scala il 12 e il 13 settembre del 1359.

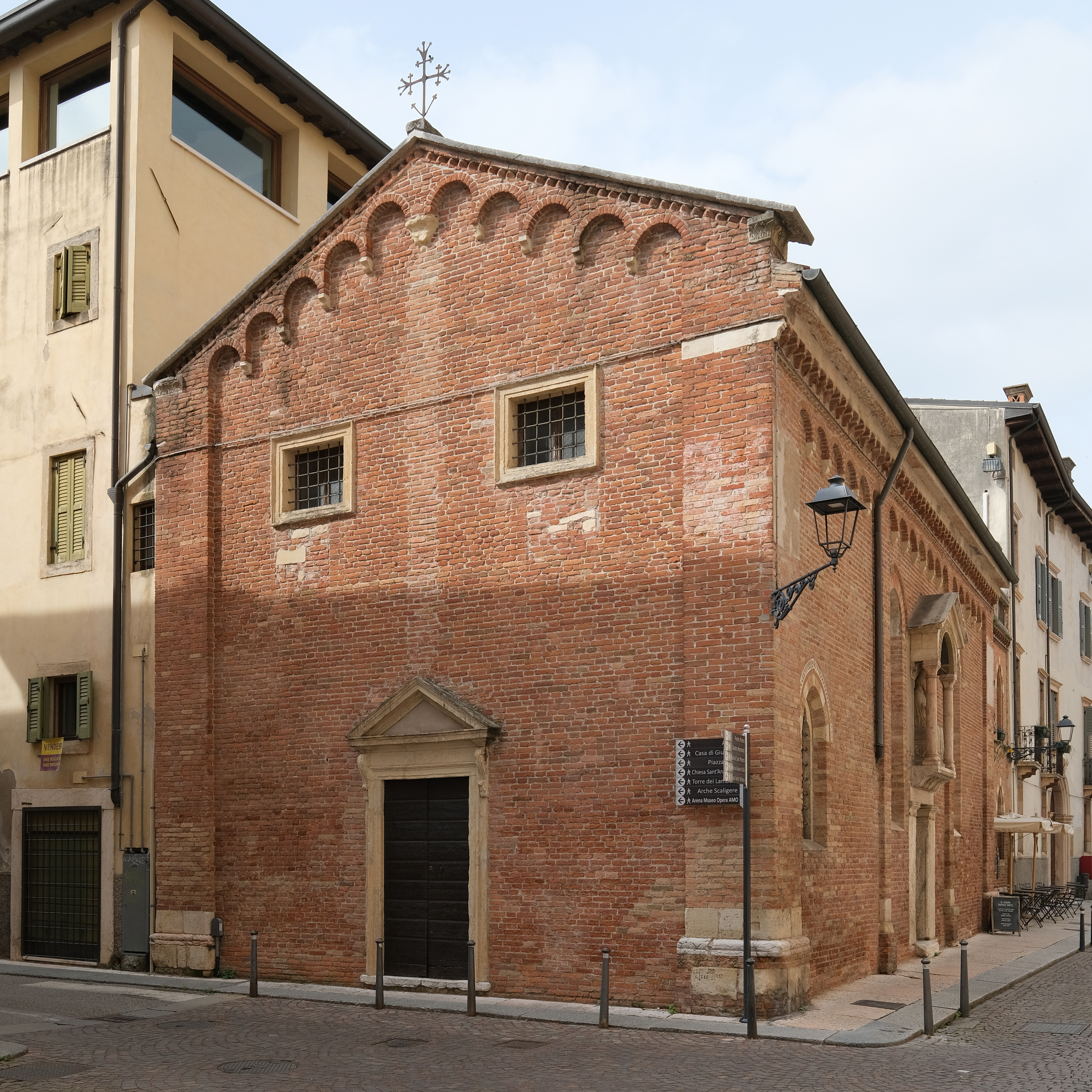
La facciata a capanna

Della chiesa, posizionata ad angolo, sono visibili la facciata orientale e il fianco settentrionale, entrambi con paramento in laterizio a vista. La facciata a capanna è caratterizzata da un portale centrale timpanato e da due finestre rettangolari laterali e termina con una decorazione ad archetti pensili. Il fianco, scandito da lesene e terminante anch'esso con la decorazione ad archetti pensili, presenta un ingresso laterale protetto da un protiro sorretto da colonnine in rosso ammonitico, al cui interno è collocata una statua di san Pietro. Due alte monofore gotiche illuminano l'interno, mentre una finestra più piccola si apre sul vestibolo d'ingresso.
Attualmente adibita a sala polifunzionale, internamente la chiesa presenta un'unica navata rettangolare di dimensioni contenute. La cantoria, addossata alla parete di controfacciata, è sorretta da due colonne che delimitano un piccolo vestibolo d'ingresso coperto da volte a crociera in mattoni. Le pareti interne, intonacate e tinteggiate, sono prive di decorazioni elaborate, se non una piccola nicchia che interrompe la parete di fondo. Il pavimento è rivestito in lastre quadrate di marmo rosso di Verona, mentre la copertura, a due falde, è sorretta da una serie di quattro capriate a vista.